# Membrana (estructura)

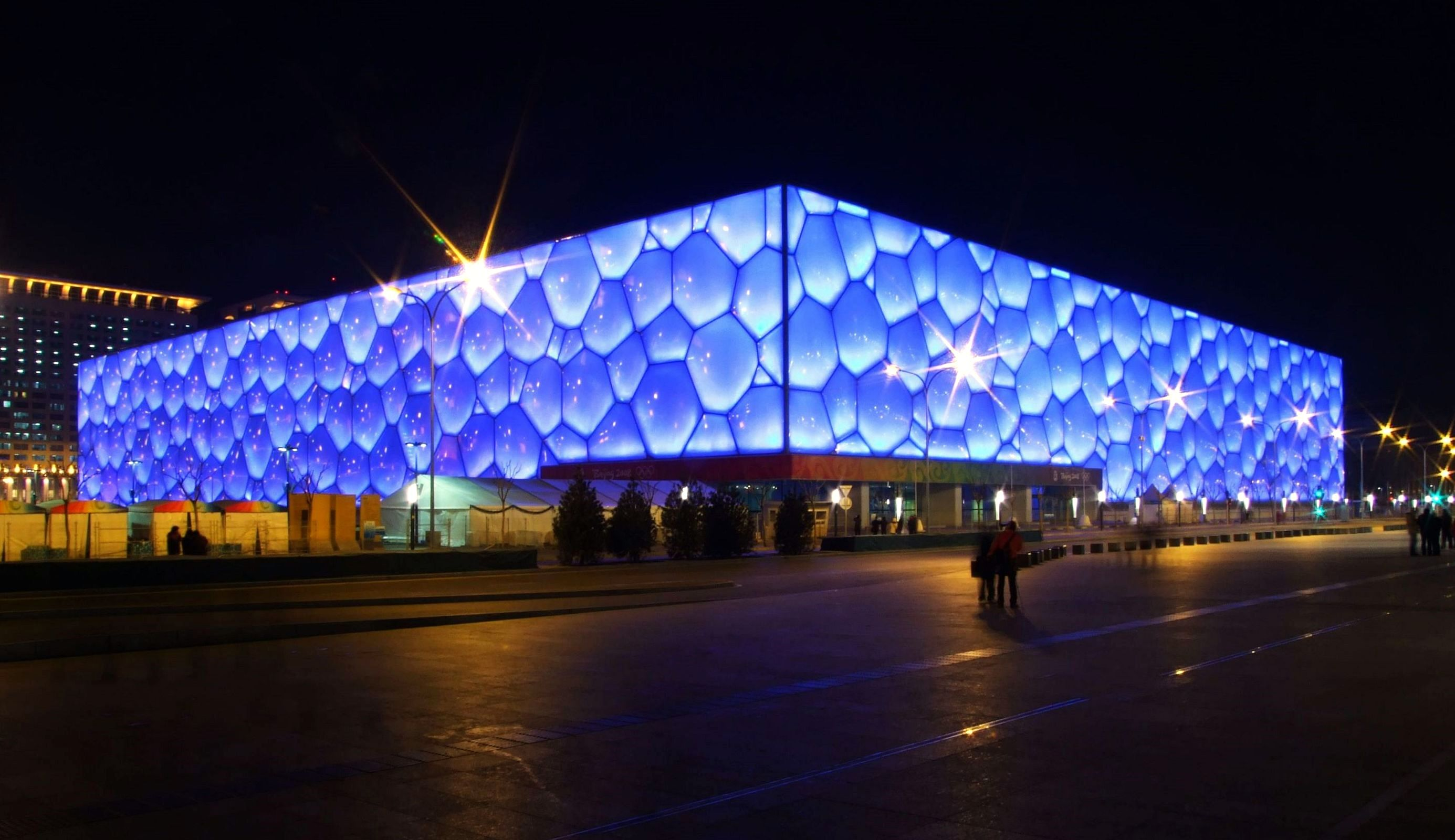
Centro Acuático Nacional de Pekín en China

Las estructuras de membrana son un tipo de estructuras espaciales realizadas mediante el uso de membranas tensadas. El uso estructural de membranas se puede dividir en cúpulas inflables, arquitectura textil y cúpulas de cable. En estos tres tipos de estructuras, las membranas trabajan junto con cables, columnas y otros elementos la construcción para definir distintas formas y volúmenes.
Las membranas también se utilizan como revestimiento no estructural, como en el Estadio Nacional de Pekín, donde los espacios entre los enormes elementos estructurales de acero se rellenan con tela de fibra de vidrio recubierta de PTFE y láminas de ETFE. Otro edificio importante situado en el mismo complejo deportivo, construido para los Juegos Olímpicos de Pekín 2008, es el Centro Acuático Nacional de Pekín, también conocido como el Cubo de Agua, que está completamente revestido con 100.000 metros cuadrados de cojines de lámina de ETFE inflados dispuestos como una estructura celular aparentemente aleatoria.
Por otro lado, desde el punto de vista de la construcción, una membrana es un elemento estructural o de cerramiento, bidimensional, sin rigidez flexional que soporta tensiones y esfuerzos normales. Por ejemplo, la lona de un circo o la vela de un barco funcionan estructuralmente como membranas.

## Materiales
Los materiales utilizados habitualmente en la confección de membranas en arquitectura incluyen:
- Tejido de policloruro de vinilo recubierto con poliéster
- Tejido de polietileno translúcido
- Tejido de fibra de vidrio recubierto de PVC
- Tejido de fibra de vidrio recubierto de politetrafluoroetileno
- Láminas de ETFE
- Láminas de PVC

## Galería

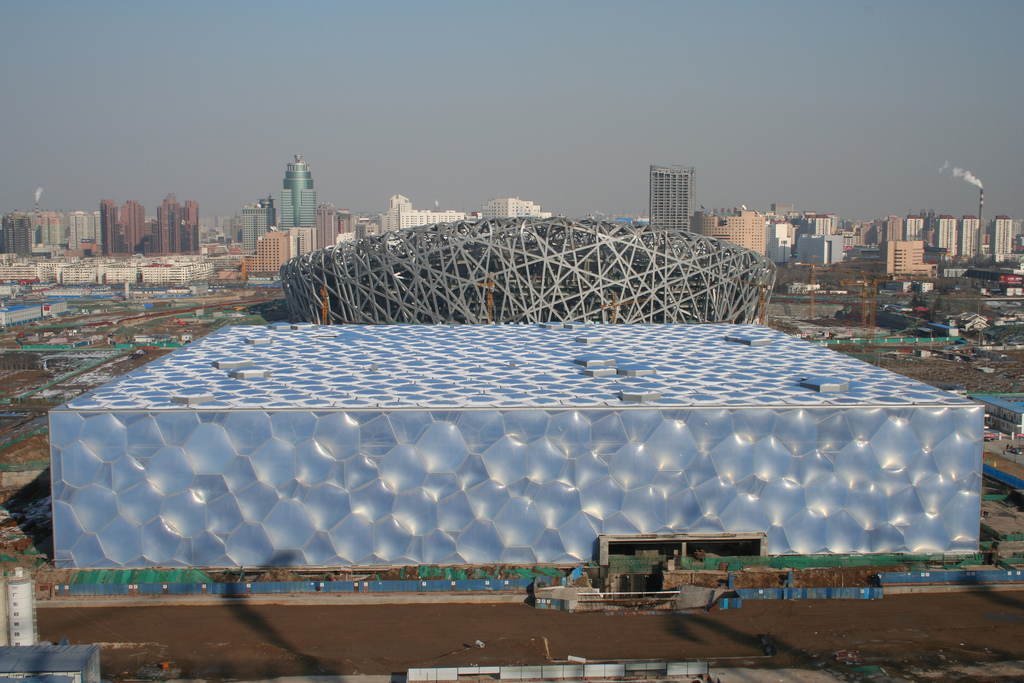
Centro Acuático Nacional de Pekín
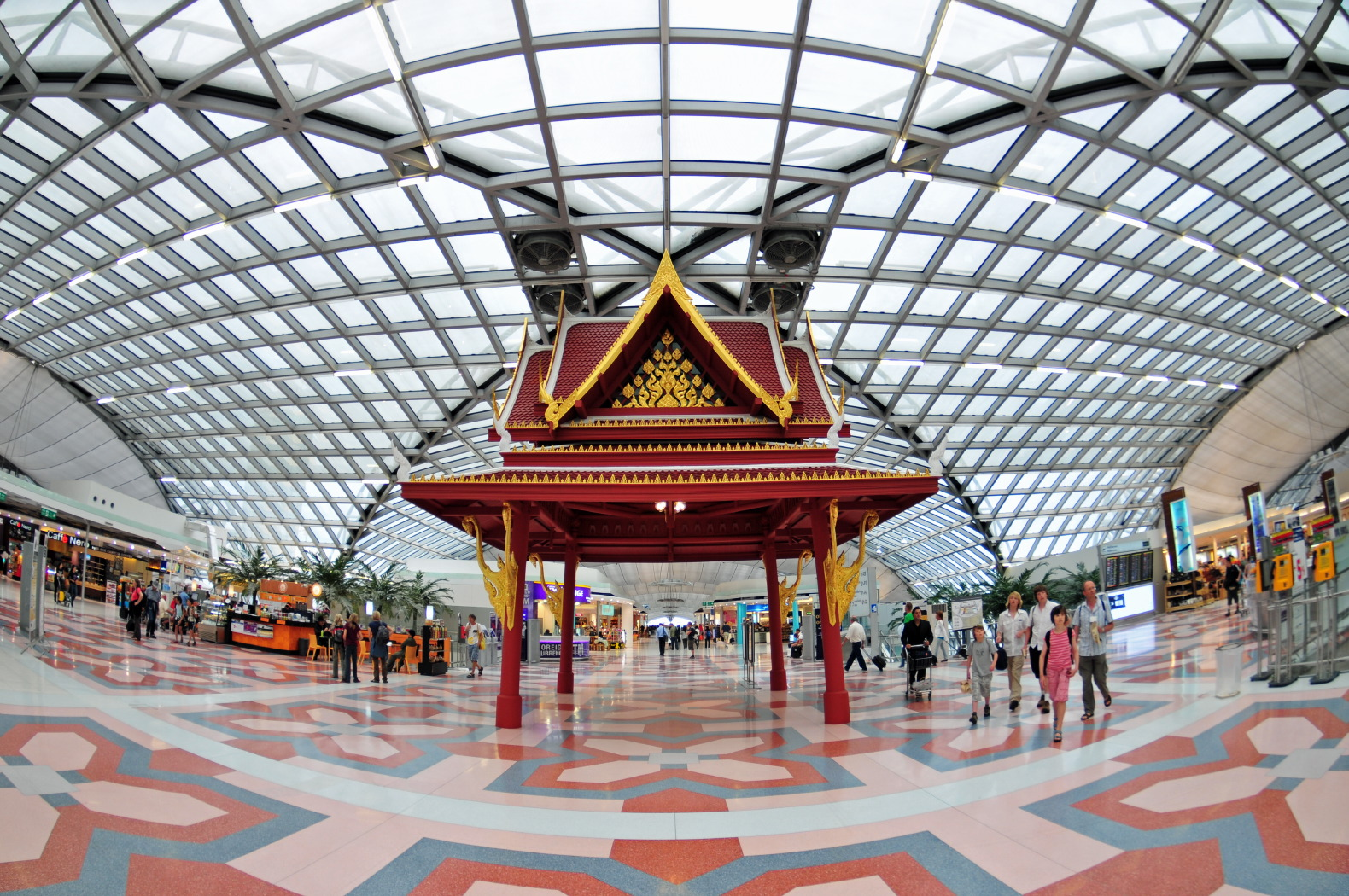
Aeropuerto Internacional Suvarnabhumi, Tailandia
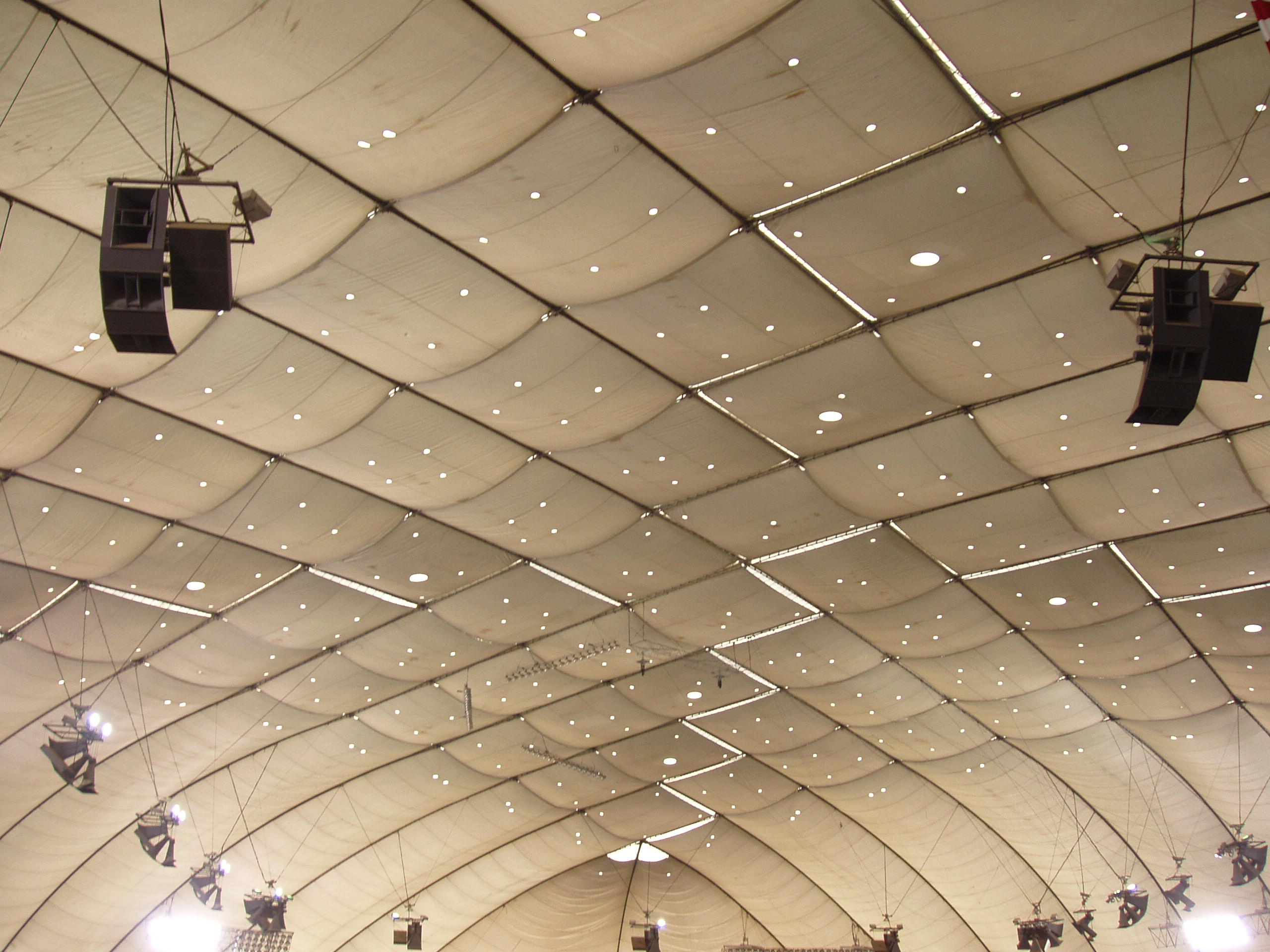
Metrodome, Minesota
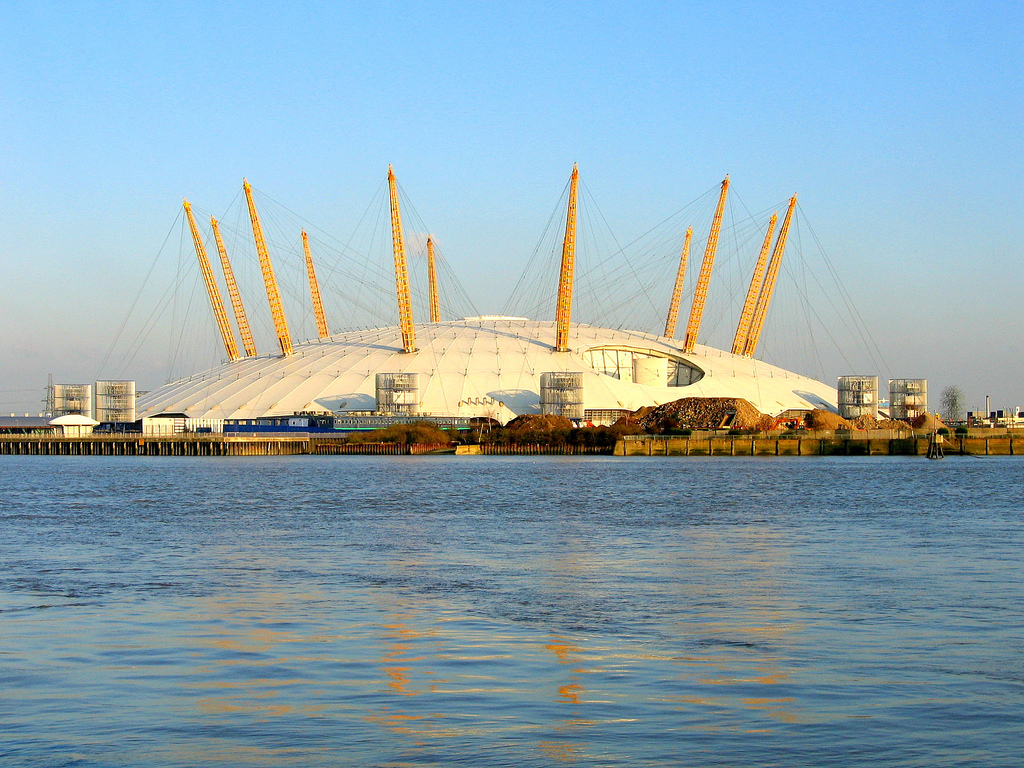
Millennium Dome, Londres
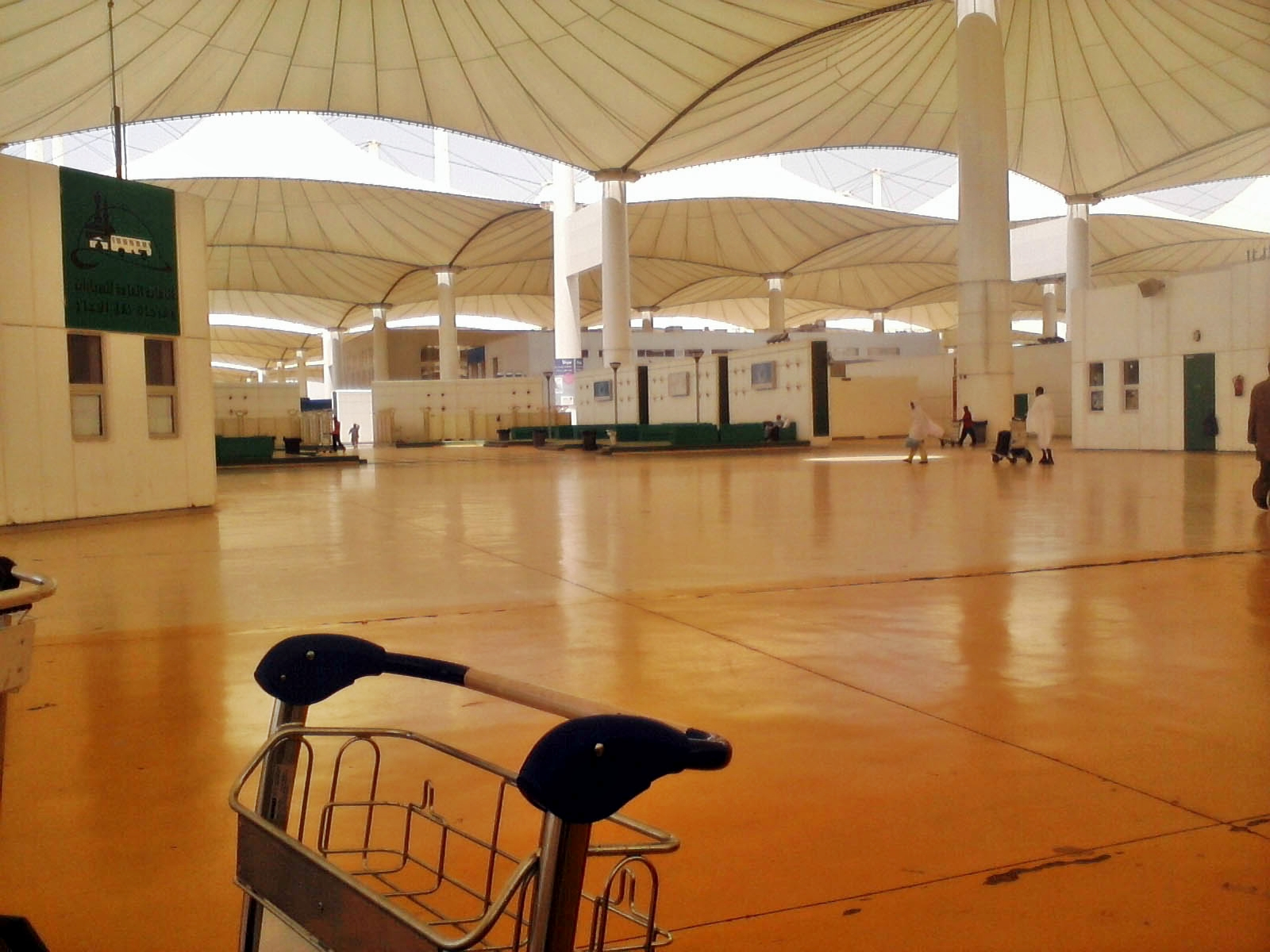
Aeropuerto Internacional Rey Abdulaziz
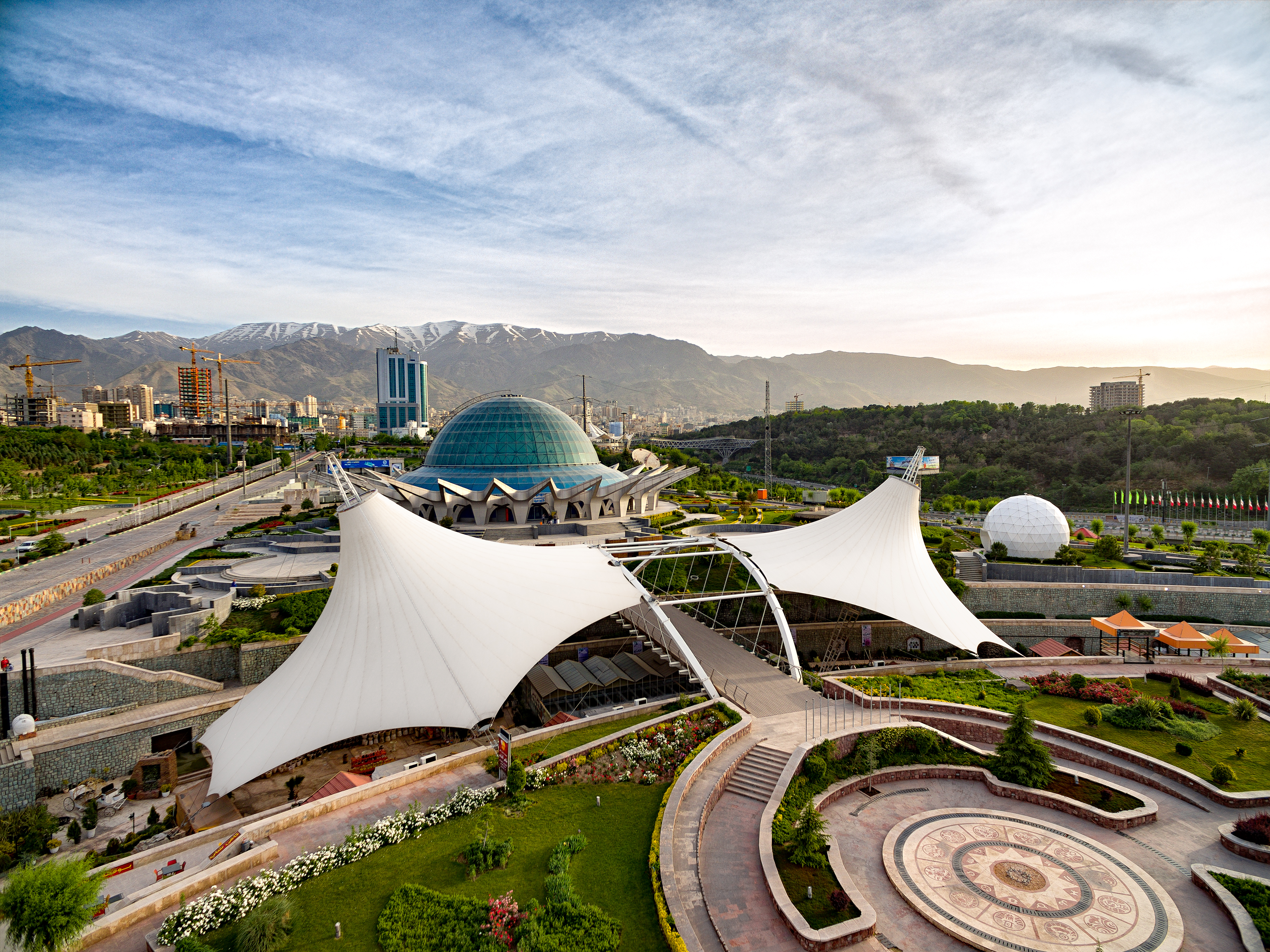
Parque Ab-o-Atash en Teherán
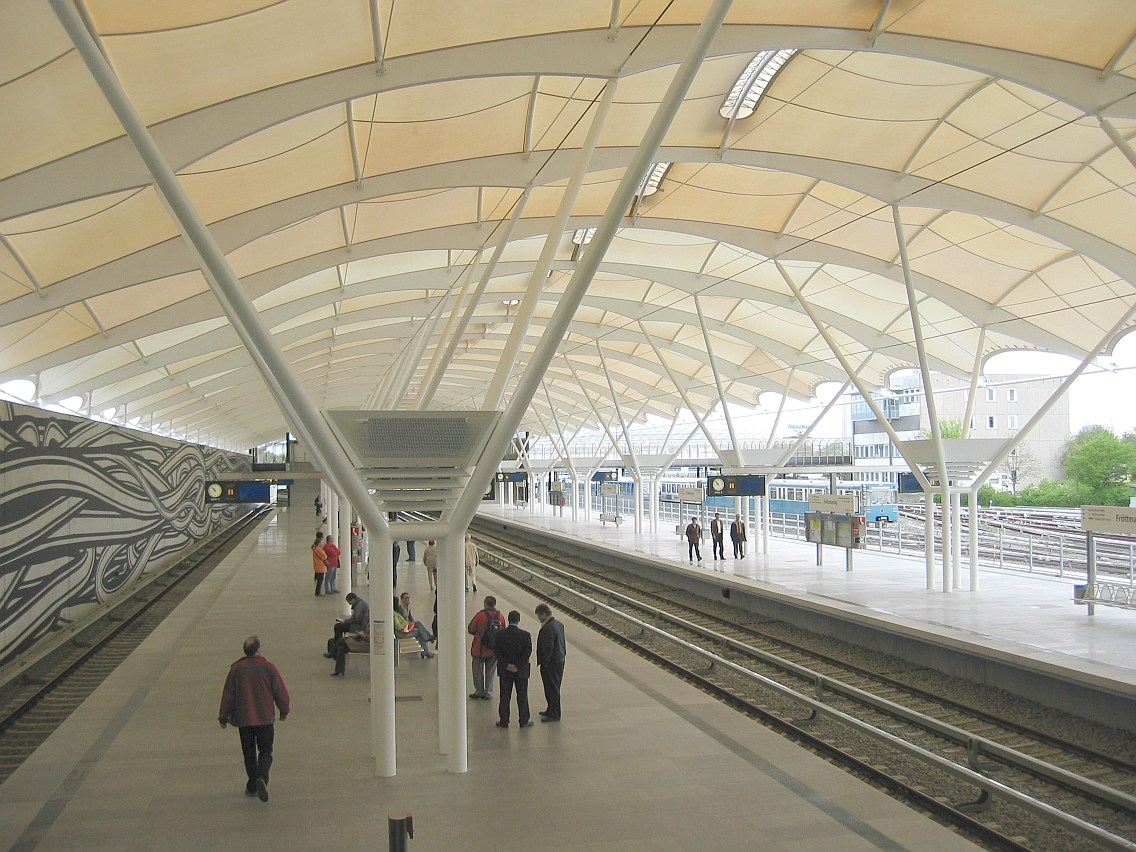
Estación del metro de Fröttmaning, Múnich

## Fundamento teórico. Teoría de Prandtl
La teoría de Prandtl (1903) describe cómo una membrana estirada con forma inicialmente plana se curva bajo el efecto de fuerzas perpendiculares a la misma, como el viento o la presión de un fluido. Las velas de los barcos son un ejemplo de membranas de este tipo.
La teoría de Prandtl se basa en determinar la forma de la membrana {\displaystyle \Phi (x,y)} tomando como referencia las coordenadas XY sobre el plano en el que originalmente estaba la membrana. La aplicación de las ecuaciones de equilibrio al caso de una lámina lleva a que cuando sobre esta actúa una presión p [fuerza/superficie] y el contorno está sujeto mediante una tracción uniformemente distribuida a lo largo del contorno t [fuerza/longitud] la forma adoptada viene dada por la ecuación de Poisson con condiciones de contorno:
{\displaystyle {\begin{cases}\Delta \Phi ={\cfrac {\partial ^{2}\Phi }{\partial x^{2}}}+{\cfrac {\partial ^{2}\Phi }{\partial y^{2}}}={\cfrac {p(x,y)}{t}},&{\mbox{en}}\quad \Sigma \\\mathbf {\hat {t}} \cdot \nabla \Phi =0,&{\mbox{en}}\quad \partial \Sigma \end{cases}}}

## Conferencias
El Centro Internacional de Métodos Numéricos en Ingeniería (CIMNE) de Barcelona celebra cada dos años el congreso internacional Textile Composites and inflable Structures (Structural Membranes).
La conferencia se ha celebrado en Barcelona, Stuttgart y Múnich. La décima edición de la conferencia estaba previsto que se organizara en Múnich en 2021.